# ブリーダーズゴールドジュニアカップ
ブリーダーズゴールドジュニアカップは、ホッカイドウ競馬で施行される地方競馬の重賞(H2)競走である。netkeibaより優勝杯の提供を受けており、名称は「netkeiba杯 ブリーダーズゴールドジュニアカップ」と表記している。

## 概要
2007年に「netkeiba.com杯 ブリーダーズゴールドジュニアカップ」の名称で新設された、サラブレッド系2歳馬による重賞競走。ホッカイドウ競馬は2歳馬戦の比率が高いため、その位置づけを強化する重要レースとして創設され、第1回の賞金は道営記念と同額の1000万円が設定された。施行時期については、ホッカイドウ競馬ではこれまで8月 - 9月の2歳馬戦に魅力が乏しかったことから決められた。
2012年よりJRA認定競走（上級認定競走）としても施行され、優勝馬は認定馬となる。2020年現在、中央競馬のクローバー賞の出走馬推薦順位決定競走にも指定されている。
施行場･距離は創設年と2008年は旭川競馬場ダート1600mで、2009年より門別競馬場ダート1800m、2015年から同1600mとなったが、2018年は同1700mに延長された。
2023年よりH2に降格され、また1着賞金も500万円に減額となった。同年より競走名が「netkeiba杯 ブリーダーズゴールドジュニアカップ」となっている。

### 競走条件・賞金（2025年）
出走条件
サラブレッド系2歳オープン、北海道所属。
負担重量
定量、55kg。
賞金等
1着500万円、2着140万円、3着105万円、4着70万円、5着35万円。
スタリオンシリーズに指定されており、ジャスタウェイの次年度配合権利が優勝馬馬主への副賞となっている。

### 過去の副賞
スタリオンシリーズ競走に指定されており、以下に掲げる種牡馬の種付権が副賞となっている。
| 年     | 種牡馬               | 付与対象者 | 出典   |
| ------ | -------------------- | ---------- | ------ |
| 2007年 | ハーツクライ         |            | [ 6 ]  |
| 2008年 | ハーツクライ         |            | [ 7 ]  |
| 2009年 | ネオユニヴァース     |            | [ 8 ]  |
| 2010年 | ネオユニヴァース     |            | [ 9 ]  |
| 2011年 | ネオユニヴァース     |            | [ 10 ] |
| 2012年 | ヴィクトワールピサ   | 馬主       | [ 11 ] |
| 2013年 | ストリートセンス     | 馬主       | [ 12 ] |
| 2014年 | ルーラーシップ       | 馬主       | [ 13 ] |
| 2015年 | ルーラーシップ       | 馬主       | [ 14 ] |
| 2016年 | ヘニーヒューズ       | 馬主       | [ 15 ] |
| 2017年 | ヘニーヒューズ       | 馬主       |        |
| 2018年 | ヘニーヒューズ       | 馬主       |        |
| 2019年 | ヘニーヒューズ       | 馬主       |        |
| 2020年 | ブラックタイド       | 馬主       |        |
| 2021年 | ジャスタウェイ       | 馬主       | [ 16 ] |
| 2022年 | シニスターミニスター | 馬主       | [ 17 ] |
| 2023年 | ジャスタウェイ       | 馬主       | [ 18 ] |
| 2024年 | 馬主                 |            |        |

### 優勝賞金の変遷
- 第1回 - 1000万円[2]
- 第2回・第3回 - 500万円
- 第4回・第5回 - 300万円
- 第6回 - 第13回 500万円
- 第14回 - 第16回 600万円
- 第17回 - 500万円

## ステップ競走の変遷
2009年と2010年及び2013年は朝日杯フューチュリティステークス（JRA・GI）に向けたステップレースへの北海道ブロック代表馬選定競走に指定され、本競走の勝馬はデイリー杯2歳ステークス・京王杯2歳ステークス・東京スポーツ杯2歳ステークスのいずれかに出走できた（優先出走権ではない）。
現在はサンライズカップが選定競走に指定されている。

## 歴代優勝馬
| 回数   | 施行日        | 開催地 | 距離  | 頭数 | 優勝馬             | 性齢 | 所属   | タイム | 優勝騎手   | 管理調教師 | 馬主                     |
| ------ | ------------- | ------ | ----- | ---- | ------------------ | ---- | ------ | ------ | ---------- | ---------- | ------------------------ |
| 第1回  | 2007年8月30日 | 旭川   | 1600m | 14頭 | ジェイドファスト   | 牡2  | 北海道 | 1:47.0 | 川島雅人   | 米川伸也   | 松平恭司                 |
| 第2回  | 2008年9月4日  | 旭川   | 1600m | 11頭 | ワンダフルクエスト | 牡2  | 北海道 | 1:43.7 | 五十嵐冬樹 | 廣森久雄   | 吉田俊介                 |
| 第3回  | 2009年9月8日  | 門別   | 1800m | 8頭  | ビッグバン         | 牡2  | 北海道 | 1:53.4 | 桑村真明   | 角川秀樹   | （有）グランド牧場       |
| 第4回  | 2010年9月8日  | 門別   | 1800m | 12頭 | モエレフウウンジ   | 牡2  | 北海道 | 1:57.5 | 山口竜一   | 堂山芳則   | 中村和夫                 |
| 第5回  | 2011年8月17日 | 門別   | 1800m | 10頭 | ウィードパワー     | 牡2  | 北海道 | 1:55.8 | 川島洋人   | 田中正二   | 廣島剛                   |
| 第6回  | 2012年8月2日  | 門別   | 1800m | 8頭  | カイカヨソウ       | 牝2  | 北海道 | 2:00.2 | 岩橋勇二   | 廣森久雄   | （有）キャロットファーム |
| 第7回  | 2013年8月7日  | 門別   | 1800m | 8頭  | ポップレーベル     | 牡2  | 北海道 | 1:59.6 | 岩橋勇二   | 廣森久雄   | （有）サンデーレーシング |
| 第8回  | 2014年8月26日 | 門別   | 1800m | 14頭 | オヤコダカ         | 牡2  | 北海道 | 1:59.6 | 阪野学     | 原孝明     | 森永正志                 |
| 第9回  | 2015年8月6日  | 門別   | 1600m | 8頭  | ストレートアップ   | 牡2  | 北海道 | 1:45.0 | 阿部龍     | 柳澤好美   | 吉田照哉                 |
| 第10回 | 2016年8月4日  | 門別   | 1600m | 9頭  | ストーンリバー     | 牡2  | 北海道 | 1:43.7 | 井上幹太   | 堂山芳則   | 石川幸司                 |
| 第11回 | 2017年8月1日  | 門別   | 1600m | 10頭 | サザンヴィグラス   | 牡2  | 北海道 | 1:44.6 | 五十嵐冬樹 | 川島洋人   | 村山忠弘                 |
| 第12回 | 2018年7月31日 | 門別   | 1700m | 10頭 | イグナシオドーロ   | 牡2  | 北海道 | 1:52.7 | 阿部龍     | 角川秀樹   | （有）グランド牧場       |
| 第13回 | 2019年7月25日 | 門別   | 1700m | 10頭 | ヨハネスボーイ     | 牡2  | 北海道 | 1:49.8 | 石川倭     | 桧森邦夫   | 森永正志                 |
| 第14回 | 2020年7月28日 | 門別   | 1700m | 11頭 | ブライトフラッグ   | 牡2  | 北海道 | 1:51.0 | 井上俊彦   | 角川秀樹   | 保坂和孝                 |
| 第15回 | 2021年7月27日 | 門別   | 1700m | 9頭  | シャルフジン       | 牡2  | 北海道 | 1:51.0 | 服部茂史   | 田中淳司   | 吉田勝己                 |
| 第16回 | 2022年7月28日 | 門別   | 1700m | 10頭 | ベルピット         | 牡2  | 北海道 | 1:48.9 | 桑村真明   | 角川秀樹   | 廣松金次                 |
| 第17回 | 2023年8月10日 | 門別   | 1700m | 8頭  | ブラックバトラー   | 牡2  | 北海道 | 1:50.8 | 阿部龍     | 田中淳司   | 会田裕一                 |
| 第18回 | 2024年8月22日 | 門別   | 1700m | 7頭  | リコースパロー     | 牡2  | 北海道 | 1:50.5 | 落合玄太   | 川島洋人   | 土橋正雄                 |

### 各回競走結果の出典
- ブリーダーズゴールドジュニアカップ 歴代優勝馬（地方競馬全国協会）
- JBISサーチ
  - 2007年、2008年、2009年、2010年、2011年、2012年、2013年、2014年、2015年、2016年、2017年、2018年、2019年、2020年、2021年、2022年、2023年、2024年